# Perizoma euphrasiata
Perizoma euphrasiata là một loài bướm đêm trong họ Geometridae.